# Trnava (Raška)
Trnava (Servisch cyrillisch Трнава) is een plaats in de Servische gemeente  Raška. De plaats telt 259 inwoners (2002).